# Emmanuel Kerketta
Emmanuel Kerketta (ur. 16 marca 1952 w Gotmahua) – indyjski duchowny rzymskokatolicki, od 2010 biskup Jaszpur.

## Życiorys
Święcenia prezbiteratu przyjął 5 maja 1984. Po krótkim stażu duszpasterskim w Portenga odbył studia na kilku indyjskich uniwersytetach. W latach 1989–2006 pracował w katolickich szkołach, zaś w 2006 został wikariuszem generalnym nowo powstałej diecezji Jaszpur. W 2008 został tymczasowym administratorem diecezji.
22 grudnia 2009 otrzymał nominację na biskupa Jaszpur, zaś 2 lutego 2010 przyjął sakrę biskupią z rąk kard. Telesphore'a Toppo.